# In Concert 1987: Abigail
In Concert 1987: Abigail es el primer álbum oficial en directo de la banda King Diamond, grabado durante una serie de conciertos en los Estados Unidos y Europa. Fue dirigido y producido por Roberto Falcao y King Diamond.
El álbum contiene doce canciones de lo más notable de sus álbumes Fatal Portrait y Abigail, además presenta la canción “Come to the Sabbath” del álbum de estudio Don't Break the Oath de Mercyful Fate.

## Lista de canciones
1. "Funeral"  (Diamond)   – 1:55
2. "Arrival"  (Diamond)   – 5:47
3. "Come to the Sabbath"  (Diamond)   – 5:43
4. "The Family Ghost"  (Diamond)   – 4:25
5. "The 7th Day of July 1777"  (Diamond)   – 4:26
6. "The Portrait"  (King Diamond)   – 4:46
7. "Guitar Solo Andy" (LaRocque)   – 3:35
8. "The Possession"  (Denner - Diamond)   – 3:52
9. "Abigail" (Diamond)   – 4:28
10. "Drum Solo" (Dee)  – 3:25
11. "The Candle" (Diamond)   – 6:01
12. "No Presents for Christmas" (Denner - Diamond)  – 4:23

## Integrantes
- King Diamond - vocalista, teclado
- Andy LaRocque - guitarrista
- Mike Moon - guitarrista
- Timi Hansen - bajista
- Mikkey Dee - baterista